# Marcos Antônio Ronchetti
Marcos Antônio Ronchetti (Encantado, 27 de novembro de 1956 — Porto Alegre, 11 de abril de 2019) foi um médico e político brasileiro, que foi prefeito de Canoas, no Rio Grande do Sul.

## Biografia
Em 1983, concluiu sua formação acadêmica pela Universidade Federal de Ciências da Saúde de Porto Alegre - UFCSPA. Na mesma instituição, concluiu a sua especialidade em cirugia-geral. 
Em 1992, Ronchetti foi eleito vereador em Canoas pelo PDT. Dois anos depois, mudou-se para o PSDB, partido pelo qual se reelegeu em 1996. Em 2000, ele foi eleito prefeito de Canoas, sendo reeleito em 2004. 
Em março de 2008, o Ministério Público Federal (MPF) determinou o bloqueio dos bens de Ronchetti, que somvam R$ 6 milhões, devido à acusações de fraude em licitações de merenda escolar, onde Ronchetti teria recebido R$ 1 milhão em propina para beneficiar a empresa SP Alimentação.

## Pós-prefeitura
Em 2010 se candidatou a deputado federal e obteve 16.146 votos, não sendo eleito. Em 2012, se candidatou a vereador de Canoas, sendo eleito com 3.710 votos, o 4º mais votado.
No dia 11 de abril de 2019, faleceu no Hospital Santa Casa, de Porto Alegre, aos 62 anos de idade, vítima de câncer.